# Virgen de Tentudía

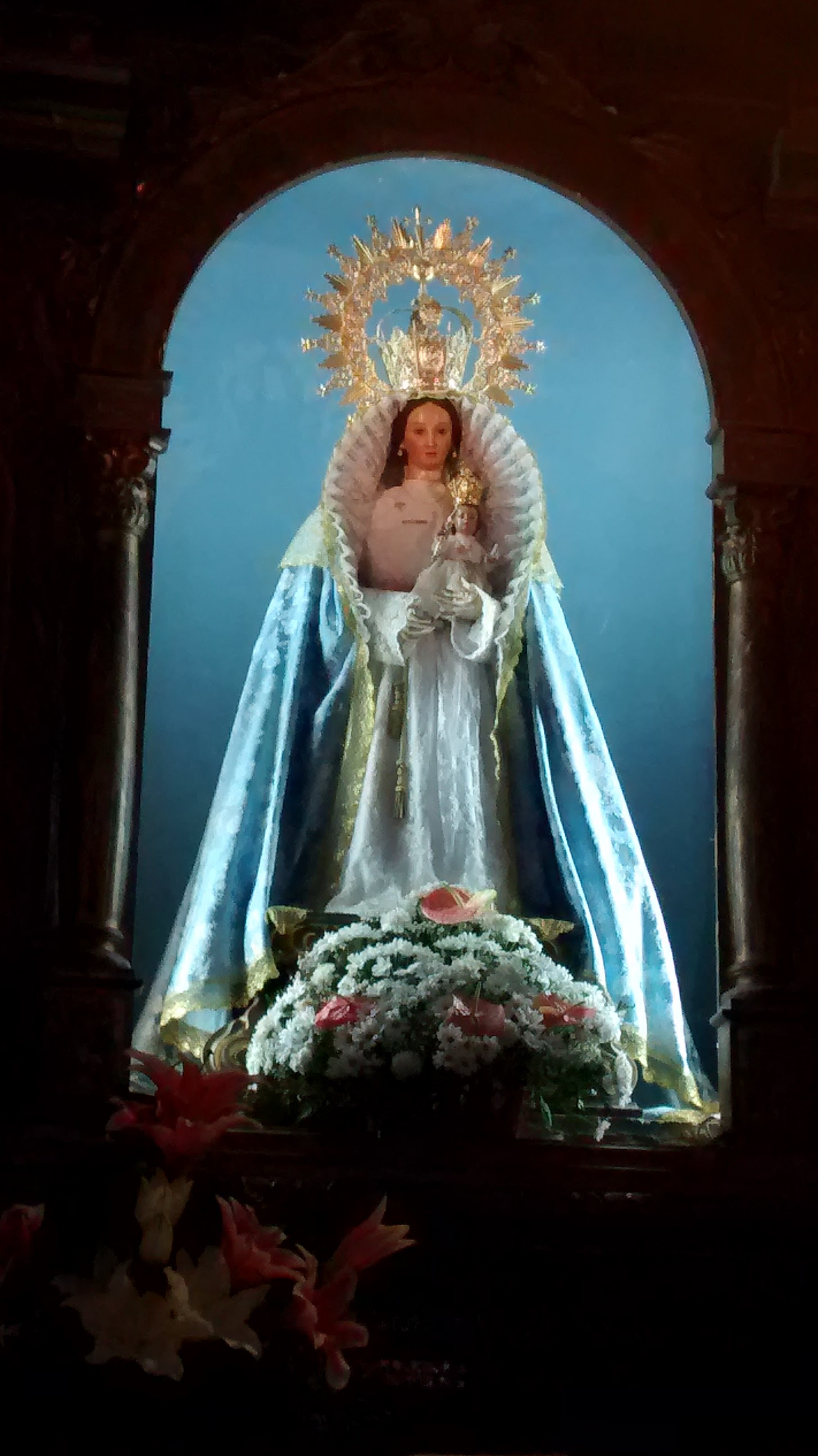
Virgen de Tentudía

Nuestra Señora de Tentudía es la patrona de la comarca de Tentudía, y de las localidades de Calera de León (en cuyo término municipal se encuentra el monasterio donde se venera la imagen) y Monesterio.

Actualmente la imagen de la señora se encuentra en el histórico Monasterio de Tentudía, situado a más de 1100 metros de altura, convirtiéndose en el punto más elevado de la provincia de Badajoz. 
La imagen actual data del siglo XVIII, es venerada por muchas personas, incluso desde fuera del entorno.

## La leyenda
Cuenta la leyenda que en la Reconquista de los reinos musulmanes en la Sierra de Tentudía se enfrentaron moros y cristianos.
Al ver que la noche se le echaba encima y la batalla se alargaba, pidió don Pelayo Pérez Correa aclamando a la Reina de los Cielos: "¡Santa María detén tu Día!" y la Virgen atendiendo a la plegaria detuvo por unas horas el Sol, ganando así la batalla los Cristianos.
En honor a eso D. Pelayo Pérez Correa mandó a construir una ermita en la cima de la montaña, ahora convertida en el Monasterio de Tentudía.
En torno a esta imagen existen más fábulas.

## Otras Imágenes
Se han localizado imágenes de esta advocación en Monesterio, en Fuentes de León y en Llera. También la encontramos fuera de Extremadura, como en Carmona (Sevilla), o en Cañada de los Gamos (Córdoba). En Clavijo (La Rioja) existe otra imagen a la que le dedican cultos y festejos el día de Santiago, 25 de julio, a raíz de una leyenda similar a la extremeña. En Extremadura se festeja el día 8 de septiembre.